# Zlepieniec zygmuntowski

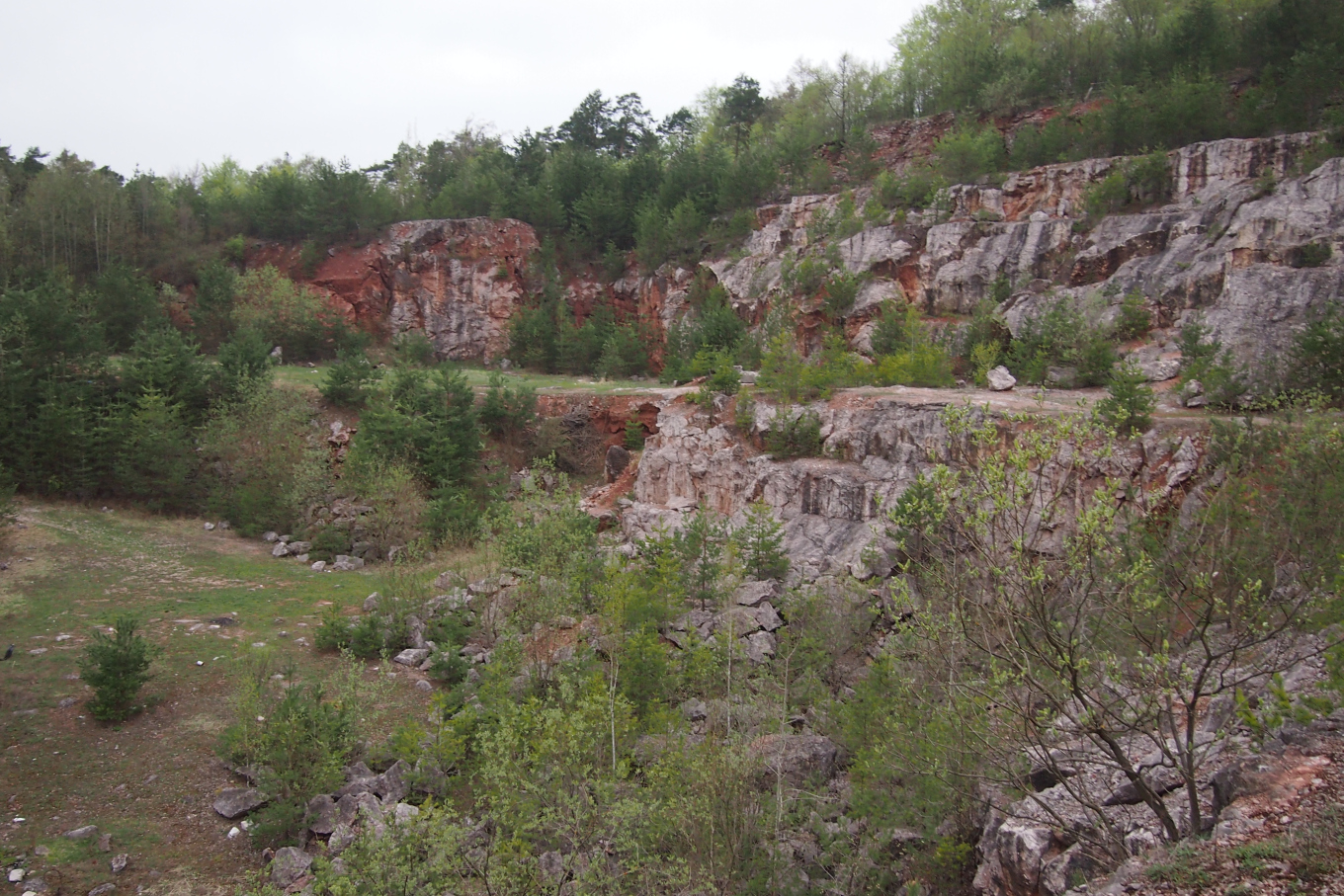
Zlepieniec zygmuntowski w miejscu występowania (kamieniołom Jerzmaniec)

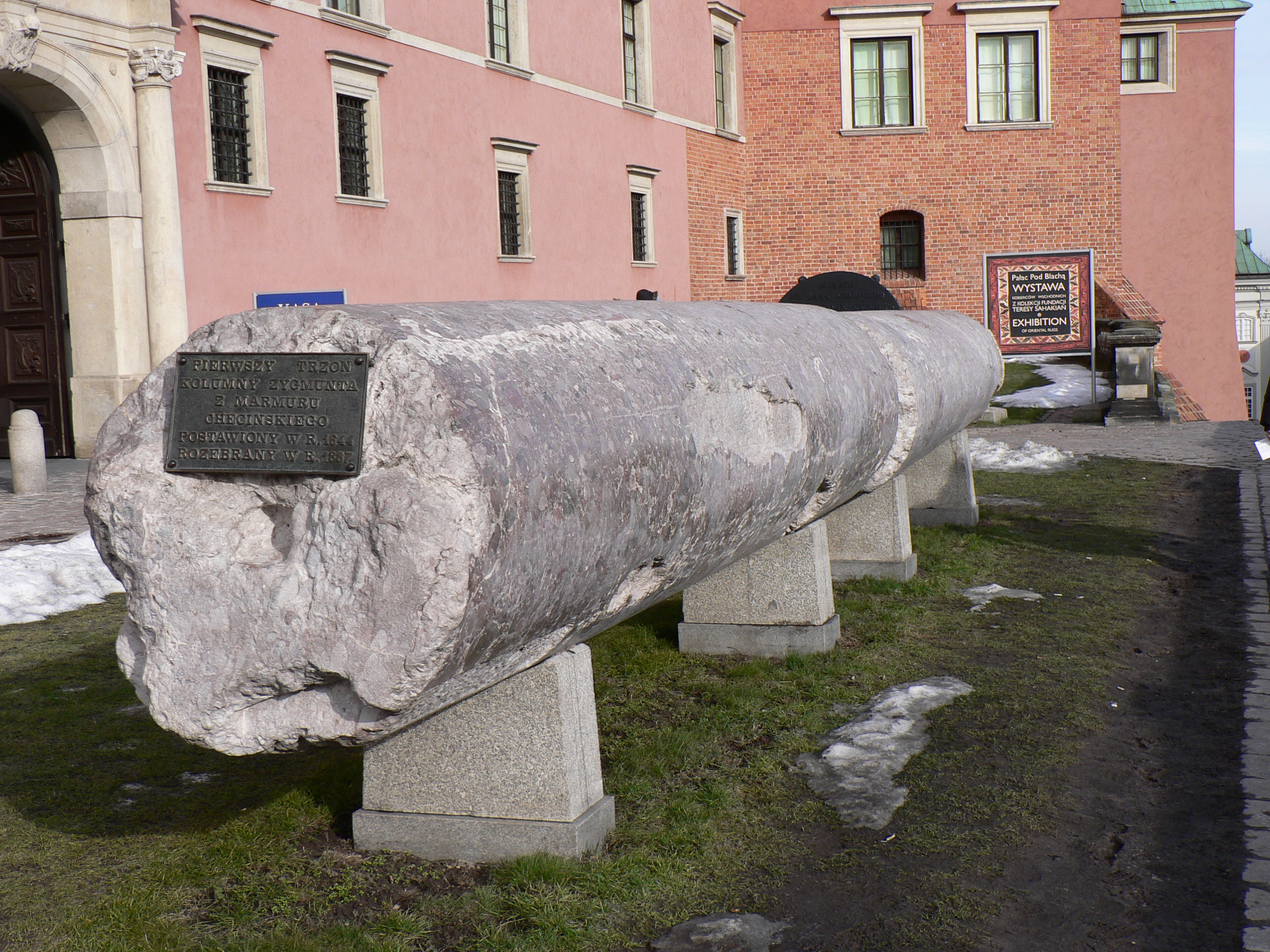
Oryginalny trzon kolumny Zygmunta w Warszawie wykonany ze zlepieńca zygmuntowskiego

Zlepieniec zygmuntowski – zlepieniec (rzadko brekcja) występujący w Paśmie Bolechowickim Gór Świętokrzyskich, w powiecie kieleckim, województwie świętokrzyskim, w Polsce. Skała pochodzi z permu.
Wydobywany był w okolicach Czerwonej Góry.

## Nazwa
Nazwa pochodzi od króla Polski i Szwecji Zygmunta III Wazy, gdyż z tej skały wykonany był pierwszy trzon kolumny Zygmunta w Warszawie (zastąpiony granitowym w 1887).
Spotykana jest również nazwa Zygmuntówka.

## Geneza i skład
Skała ma genezę terygeniczną. Powstała w klimacie suchym. Materiał klastyczny jest wieku dewońskiego i stanowią go głównie wapienie oraz rzadziej dolomity. Po przetransportowaniu na niewielkie odległości, był on akumulowany w postaci stożków napływowych w strefie transgredującego morza. Zlepieniec powstał w późnym permie, w dolnym cechsztynie.
Spoiwo ilasto-wapniste z domieszkami tlenków i wodorotlenków żelaza, które odpowiadają za czerwoną barwę. W niektórych miejscach spoiwo to zostało zastąpione kalcytem pochodzenia hydrotermalnego. Zlepieniec poprzecinany jest także żyłami kalcytowymi z kryształami galeny i barytu oraz strefami uskokowymi. W zlepieńcu uwidaczniają się także zjawiska krasowe.

## Właściwości
Zlepieniec zygmuntowski jest barwy czerwonej, z czerwonymi, szarymi i czarnymi klastami.

### Cechy fizyczne
- Gęstość 2,69–2,70 g/cm³
- Nasiąkliwość 0,13–0,20 %
- Wytrzymałość na ściskanie 19-98 MPa
- Ścieralność na tarczy Boehmego 0,57-1,50 cm
- Ścieralność w bębnie Devala 4,1–7,3%
- Mrozoodporność 25 cykli (całkowita)

## Eksploatacja
Zlepieniec zygmuntowski był eksploatowany od XVI w. do 1993. W ostatnich latach funkcjonowania kamieniołomu wydobywano 11 – 19 tys. ton materiału rocznie.
Obecnie nie prowadzi się eksploatacji zlepieńca zygmuntowskiego.

## Zastosowanie
Zlepieniec zygmuntowski był popularną skałą stosowaną w budownictwie.

### Przykłady zastosowania
- Kraków:
  - Zamek Królewski na Wawelu - parapety
  - kaplica Zbaraskich w kościele Świętej Trójcy
  - Dom Handlowy „Jubilat”
  - budynki A-0 i D-10 Akademii Górniczo-Hutniczej
- Poznań
  - hotele Novotel, Ikar, Olimp
  - kościół św. Stanisława Kostki
  - kościół Imienia Maryi
  - Zakład Ubezpieczeń Społecznych przy ul. Dąbrowskiego